# Перше кохання (фільм, 2004)
«Перше кохання» — фільм 2004 року.

## Зміст
Скульптор Вітторіо, як і багато представників богеми, має деякі проблеми з психікою. І дійсно, хто в здоровому глузді буде змушувати свою дівчину голодувати, вважаючи, що її змарніле обличчя і ледь обтягнуті шкірою кістки — ідеал краси? Дивно й те, що сама нещасна добровільно йде на ці муки, повністю підкорюється чужій волі.